# Notommata cerberus
Notommata cerberus är en hjuldjursart som först beskrevs av Gosse 1886.  Notommata cerberus ingår i släktet Notommata och familjen Notommatidae. Inga underarter finns listade i Catalogue of Life.